# Association amiénoise de floorball
 (mars 2013).
Si vous disposez d'ouvrages ou d'articles de référence ou si vous connaissez des sites web de qualité traitant du thème abordé ici, merci de compléter l'article en donnant les références utiles à sa vérifiabilité et en les liant à la section « Notes et références ».
Maillots
Actualités
Amiens Floorball, surnommé les Hoplites d'Amiens, est un club français de floorball fondé en mars 2008 sous le nom d'Association amiénoise de floorball - les Hoplites d'Ambiani et situé à Amiens en Picardie.
Le club évolue depuis 2011 en Division 1, le plus haut niveau du championnat en France.

## Historique

### Débuts du club

Ancien logo.

Lancé par Pierre-François Le Blanc, le club est fondé le 27 mars 2008. Il profite d'une culture des sports de crosses bien ancrée à Amiens, notamment grâce à l'équipe de hockey sur glace des Gothiques d'Amiens, pour rassembler rapidement des joueurs aux diverses expériences sportives. Dès septembre 2008, le club lance une équipe dans le Championnat de France de Division 2 nouvellement créé avec pour objectif de découvrir la compétition. Cette saison 2008-2009 est honorable, avec un bilan de quatre victoires, un nul et sept défaites pour les Picards.

### Vers la Division 1
La saison suivante, les Hoplites atteignent les playoffs, mais s'inclinent face aux Tigres du Grésivaudan en demi-finale 4-3 en prolongation. Ils terminent troisième, aux portes de la Division 1, après une victoire en petite finale 4-0 contre les Gladiateurs d'Orléans.
En 2010-2011, pour leur troisième saison en Division 2, les Amiénois finissent premier de leur poule. En demi-finale de playoffs à Paris, les Picards se qualifient pour la finale après une victoire face aux Dragons Bisontins 5-2, puis remportent le championnat contre les Chats Biterrois sur le score de 4-3. Le club termine champion de France de Division 2 et se voit promu en Division 1.
Une seconde équipe est créée dans la foulée de cette montée pour représenter de nouveau le club en Division 2. Elle y fait ses débuts dès la saison 2011-2012 avec pour objectif de donner du temps de jeu et de l'expérience à ses joueurs. Les Hoplites deviennent ainsi le 5e club à engager deux équipes dans le championnat de France, après les équipes parisiennes de l'IFK Paris et du Paris Université Club, du Lyon Floorball Club et de l'Isere Gresivaudan Floorball.

### Découverte de la Division 1
Pour sa première saison dans le Championnat de France de Division 1 en 2011-2012, Les Hoplites finissent 3e de la poule Nord sur quatre équipes et doivent passer par les barrages pour se maintenir dans l'élite. L'équipe affronte une nouvelle fois les Chats Biterrois, quatrième de la poule Sud, cette fois en confrontation aller-retour. Les Hoplites conservent leur place grâce à une victoire 4-3 au cumulé, après prolongation (défaite 0-2 puis victoire 4-1).
La saison 2011-2012 voit également une augmentation du nombre de joueurs Loisirs dans le club, ainsi que la création d'une section jeunesse à Boves, au sud-est d'Amiens. L'association passe cette saison-là le cap des cinquante licenciés.
En 2012-2013, pour sa cinquième année d'existence, l'Association amiénoise de floorball compte plus d'une cinquantaine de licenciés, deux équipes engagées en Divivion 1 et en Division 2, mais aussi une section jeunesse, un effectif loisirs développé et la présence de féminines dans le championnat de France féminin sous le maillot des Valkyries, une équipe rassemblant les joueuses de trois clubs du Nord de la France.

### Équipe réserve
Une équipe réserve est lancée par l'association dès la saison suivant la montée de l'équipe première en Division 1, soit en 2011-2012. Dans une poule difficile, les Hoplites II finissent derniers sur cinq, sans le moindre point, malgré des dernières prestations encourageantes. Pour sa deuxième saison, les Hoplites rivalisent davantage avec ses adversaires, jusqu'à obtenir leur première victoire contre les Gladiateurs d'Orléans le 8 décembre 2012 par le score de 4-1. Ils finissent tout de même cinquième et derniers. En 2017-2018, l'équipe réserve ne peut éviter la relégation et se voit rétrogradée en Division 3.

## Structure du club

### Identité et image
Le club prend le nom des « Hoplites d'Ambiani », un hoplite étant un fantassin grec lourdement armé, et Ambiani le nom latin des Ambiens, un peuple belge du nord de la Gaule dont le chef-lieu était Samarobriva, aujourd'hui Amiens. Le logo du club représente un casque hoplite dessiné de façon moderne, le tout dans un blason. 

### Infrastructures
Les Hoplites disputent leurs matchs à la Halle des Quatre Chênes à Amiens, pouvant accueillir plus de 400 personnes. 
Le club dispose de deux gymnases pour s'entraîner : Le gymnase  G.Leprêtre situé à Boves (périphérie d'Amiens) et le gymnase A.Janvier à Amiens (du côté de la gare). 

## Personnalités

### Président
Le club a été présidé depuis sa fondation en 2008 jusqu'à la fin de saison 2014/2015 par Pierre-François Le Blanc.
Le club est maintenant présidé par Aurélie Boucher, depuis l'Assemblée Générale ayant eu lieu le 27 juin 2015.

### Entraîneurs
Hoplites d'Ambiani 1
- septembre 2009 à juillet 2010 : Pierre-François Le Blanc  France
- juillet 2010 à septembre 2012 : Alexandre Chirache  France
- septembre 2012 à septembre 2014 : Michaël Meddeb  France
- septembre 2014 à septembre 2015 : Thomas Postel  France
- septembre 2015 à Juillet 2016 : Nicolas Dumange  France
- septembre 2016 à Juillet 2017 : Olivier De Smet (puis Quentin Czekai)
- septembre 2017 à Juillet 2018 : Laura Halley
- Septembre 2018 à Aujourd'hui : Pierre-François Le Blanc, Adrien Lhermitte et Thomas Postel

## Résultats sportifs

### Palmarès
- Championnat de France de Division 2 (1) :
  - Champion : 2011

### Bilan saison par saison
| Saison     | Championnat | Poule            | Clas. | Équipes | Pts | J  | V | N | D | Bp | Bc | Diff | Playoffs        | Playdowns |
| 2008-2009  | Division 2  | Poule unique     | 6     | 10      | 9   | 9  | 4 | 1 | 4 | 25 | 27 | -2   | non qualifié    | -         |
| 2009-2010  | Division 2  | Poule unique     | 3     | 9       | 11  | 8  | 5 | 1 | 2 | 25 | 17 | +8   | Demi-finale     | -         |
| 2010-2011  | Division 2  | Poule Nord-Ouest | 1     | 6       | 13  | 10 | 5 | 3 | 2 | 43 | 26 | +17  | champion        | -         |
| 2011-2012  | Division 1  | Poule A          | 3     | 4       | 6   | 10 | 3 | 0 | 7 | 30 | 59 | -29  | non qualifié    | vainqueur |
| 2012-2013  | Division 1  | Poule A          | 4     | 4       | 11  | 10 | 4 | 3 | 3 | 40 | 40 | 0    | non qualifié    |           |
| 2013-2014  | Division 1  | Poule unique     | 6     | 10      | 16  | 8  | 3 | 2 | 3 | 26 | 27 | -1   | Quart de finale | -         |
| 2014-2015  | Division 1  | Poule Unique     | 4     | 10      | 20  | 9  | 5 | 1 | 3 | 43 | 33 | +10  | Quart de finale | -         |
| 2015/ 2016 | Division 1  | Poule unique     | 8     | 10      | 15  | 9  | 2 | 2 | 5 |    |    |      | non qualifié    |           |

| Saison    | Championnat | Poule                             | Clas. | Équipes | Pts | J  | V | N | D  | Bp | Bc | Diff | Playoffs     | Playdowns |
| 2011-2012 | Division 2  | Poule Nord, Conférence Nord-Ouest | 5     | 5       | 0   | 12 | 0 | 0 | 12 | 20 | 99 | -79  | non qualifié | -         |
| 2012-2013 | Division 2  | Poule Nord                        | 5     | 5       | 2   | 8  | 1 | 0 | 7  | 14 | 32 | -18  | non qualifié | -         |
| 2013-2014 | Division 2  | Poule Nord                        | 5     | 6       | 16  | 10 | 1 | 4 | 5  | 22 | 31 | -9   | non qualifié | -         |
| 2014-2015 | Division 2  | Poule Nord-Est                    | 4     | 7       | 21  | 12 | 4 | 2 | 6  | 31 | 36 | -5   | non qualifié | -         |

## Premières et caps
- 29 novembre 2008 : Premier match officiel de l'équipe première des Hoplites et premier but, marqué par Pierre-François Le Blanc  France contre les Gladiateurs d'Orléans lors de la première journée du Championnat D2 2008-2009 (match nul 3-3).
- 10 avril 2011 : 100e but de l'équipe première des Hoplites en Championnat, marqué par Rémi Cabaret  France contre les Gladiateurs d'Orléans lors de la 10e journée du Championnat D2 2010-2011 (victoire 7-1).
- septembre 2011 : Le club des Hoplites est le premier à aligner deux équipes en Championnat mixte en dehors des grosses agglomérations de l'Hexagone (après Paris, Lyon et Grenoble). Amiens n'est que la 28e ville française avec 135 000 habitants.
- 2 décembre 2012 : 50e match officiel de l'équipe première des Hoplites, contre le Lyon Floorball Club lors de la 4e journée du Championnat D1 2012-2013 (match nul 3-3).
- Le 12 avril 2014 : Premier match de playoffs pour l'équipe première. Ils sont éliminés par les Trolls d'Annecy, futurs champions de France, 11-6 sur l'ensemble des deux matches (6-4, 5-2).
- Le 24 mai 2014 : Le club organise pour la première fois les phases finales et retransmet les trois rencontres de la journée en intégralité sur Internet.